# Margherita de' Ghisolieri
(Decameron, I-10, 10)
Margherita de' Ghisolieri (Malgherida nel testo, forse secondo il modo di dire bolognese) è un personaggio letterario del Decameron di Giovanni Boccaccio, protagonista della novella 10 della I giornata.
Probabilmente Boccaccio si ispirò a un personaggio reale, essendo quella dei Ghisilieri un'importante famiglia bolognese dell'epoca: oltretutto l'altro protagonista della novella, il maestro Alberto de' Zancari, fu realmente maritato a una Margherita.
Margherita è una bella vedova della quale si innamora il settantenne Alberto da Bologna. Egli passa più volte al giorno davanti a casa sua come fa un innamorato, finché essa e le sue amiche decidono di ricerverlo per poterlo motteggiare (cioè schernire).
Alberto però, con una notevole sagacia, spiega le ragioni del suo innamoramento parlando di come nella sua esperienza abbia visto le donne talvolta gettare le parti migliori delle verdure (i porri) e mangiare la parte meno buona: altrettanto egli spera che possa talvolta accadere per gli amanti, venendo rifiutati i giovani e prestanti in favore dei meno giovani.
La cortese dissertazione dell'uomo fa vergognare Margherita e le donne della loro prima intenzione, in quanto vengono riconosciute la saggezza e la valenza dell'uomo. Margherita ringrazia quindi l'uomo della stima che prova per lei:
(Decameron, I-10, 19)
La novella termina con Alberto che parte ringraziando la donna e con un ammonimento finale di Pampinea, narratrice della novella, verso le altre fanciulle ad essere savie.